# De verdwenen tuinkabouter
De verdwenen tuinkabouter is het 204de stripverhaal van Jommeke. De reeks wordt getekend door striptekenaar Jef Nys.Scenarist is Jan Ruysbergh. 

## Verhaal
Op een dag brengt Jommeke een bezoekje aan professor Gobelijn. Deze spreekt aan de telefoon over een Kubus en moet direct vertrekken richting Mexico. Jommeke vindt dit vreemd. De volgende dag staat Fifi voor de deur van Jommeke. Jommeke en Flip vertrekken direct naar het kasteel van de Gravin van Stiepelteen. Daar komen ze te horen dat de tuinkabouter van de gravin is gestolen. Ze gaan op onderzoek maar geen resultaat. Doch de volgende dag staat de tuinkabouter wonderwel weer op zijn sokkel. Maar wanneer Pekkie en Fifi aan het spelen zijn, valt de tuinkabouter en breekt stuk. Dan ontdekken ze een kleine kubus. Zou er een verband zijn tussen Gobelijn en Mexico... Onze vrienden besluiten ook om naar Mexico te reizen. Maar ook Anatool komt te weten over het kubus-mysterie en smeedt intussen een plan. Bij Jommeke en zijn vrienden verloopt de zoektocht naar de professor niet vlot...Anatool zorgt ervoor dat onze vrienden in een val lopen van een spionne. Later schakelt de spionne Anatool ook uit. Met hulp van Anatool is iedereen dan weer vrij. Onze vrienden vinden uiteindelijk de professor terug en slagen er zelfs nog in om de kubus met speciale chip uit de handen van de spionne te houden.
Tot slot wordt er een bronzen kabouter onthuld. Alles loopt goed af.